# 萧注
萧注（?—?），字巖夫。临江新喻（今江西新余）人。

## 生平
仁宗庆历六年（1046年）进士，摄广州番禺令。因突破儂智高的廣州之圍，擢拔為禮賓副使。提点广南西路李师中上书参奏萧注“治邕八年，有峒兵十余万，不能抚而用之，乃入溪峒贸易掊敛，以失众心，卒致将卒覆败”，贬泰州团练副使。又调镇南军节度副使。神宗熙宁初，知宁州（今甘肃东北宁县）。負責管干麟府军马。熙宁四年（1071年），知桂州（今广西桂林）。熙宁六年，朝廷以沈起代之，卒於回鄉道上。

## 家族
父萧陟。弟萧伯英。

## 延伸阅读
[在维基数据编辑]
 《宋史/卷334》，出自脱脱《宋史》